# Vern Schuppan
Vernon "Vern" Schuppan (Whyalla, 19 maart 1943) is een voormalig autocoureur uit Australië. Hij nam tussen 1972 en 1977 deel aan 13 Grands Prix Formule 1 voor de teams BRM, Ensign, Hill en Surtees, maar scoorde hierin geen WK-punten.